# Jane (film fra 1915)
Jane er en amerikansk stumfilm fra 1915 af Frank Lloyd.

## Medvirkende
- Charlotte Greenwood som Jane.
- Sydney Grant som William Tipson.
- Myrtle Stedman som Lucy Norton.
- Forrest Stanley som Charles Shackleton.
- Howard Davies som Norton.